# Godzilla (film 2014)
Godzilla è un film del 2014 diretto da Gareth Edwards.
La pellicola è il reboot della saga di Godzilla ed è il primo capitolo del MonsterVerse, un franchise e universo condiviso con la serie di King Kong.
La pellicola racconta una storia originale su Godzilla, celebre kaijū del cinema giapponese, oramai divenuto un personaggio della cultura mondiale. L'uscita della pellicola coincide con il sessantesimo anniversario della nascita di Godzilla. Il  sequel, Godzilla II - King of the Monsters, è stato distribuito nel 2019.

## Trama
(Dottor Ishiro Serizawa)
Nel 1954 nell'Oceano Pacifico, all'epoca teatro di numerosi test nucleari da parte degli Stati Uniti d'America, viene avvistata e confermata quella che da millenni si riteneva una leggenda: una gigantesca creatura anfibia risalente alla Preistoria, di dimensioni mastodontiche, chiamata Gojira o Godzilla; ben presto tutti gli sforzi del mondo per distruggere la creatura (camuffati da test atomici) falliscono, e le varie nazioni, consce dell'impossibilità di distruggere il mostro, danno vita alla M.O.N.A.R.C.H., un'associazione con il compito di monitorare Godzilla e tenere il mondo all'oscuro della sua esistenza, mentre quest'ultimo vaga nelle profondità del Pacifico.
Nel 1999 un crollo minerario nelle Filippine rivela l'esistenza di un antico fossile unito a due crisalidi ancora vive di due mostri preistorici. Sul posto arrivano due esperti della M.O.N.A.R.C.H., il dottor Ishiro Serizawa e la sua assistente occidentale, la Dottoressa Vivienne Graham. Gli scienziati scoprono che una delle due crisalidi si è aperta e la creatura al suo interno è fuggita; l'essere in questione è un M.U.T.O. (acronimo in lingua inglese per Massive Unidentified Terrestrial Organism: "organismo terrestre gigantesco non identificato") che come tutte le creature della sua epoca, compreso Godzilla, si nutriva delle radiazioni presenti sulla superficie ai tempi della preistoria. Quando le radiazioni diminuirono, i M.U.T.O. si rifugiarono nelle profondità della Terra per nutrirsi delle radiazioni emesse dal nucleo del pianeta, Godzilla invece andò nelle profondità dell'oceano. Il M.U.T.O., nuotando nell'oceano in forma larvale, giunge alla centrale nucleare giapponese della città di Janjira, nelle vicinanze di Tokyo. Qui lavora e vive il supervisore statunitense Joe Brody, con la moglie e collega Sandra e il figlioletto Ford. Arrivati alla centrale la compagna di Joe scende al livello 5 per fare delle verifiche a seguito di alcune scosse anomale. Joe assiste impotente alla morte della compagna a seguito del devastante attacco della creatura, attacco che il resto del mondo non aveva previsto, scambiandolo per un terremoto, tranne lui, in allerta già da tempo per varie anomalie. La centrale crolla, la zona viene contaminata e tutti i residenti evacuati.
Quindici anni dopo Ford Brody, il figlio di Joe Brody, è divenuto un ufficiale e veterano dei Navy Seal ed un esperto artificiere. Lasciatosi il passato alle spalle il giovane si è sposato con Elle, una giovane infermiera con la quale è divenuto genitore di un bambino, Sam. Il giorno del suo rientro dalla guerra, Ford è costretto a partire subito per il Giappone per recuperare il padre Joe, arrestato dalla polizia giapponese, per aver violato la zona di quarantena. Infatti il padre, memore del giorno che cambiò la loro esistenza ed ossessionato dalle dinamiche dell'incidente, è divenuto un fervente complottista convinto che la compagnia per la quale lavorava abbia insabbiato l'incidente, in quanto la causa non era stata una calamità, bensì una qualche minaccia tenuta segreta. Questa convinzione lo ha spinto ad infrangere la legge: tornare nella zona di quarantena per recuperare i suoi vecchi dischetti nella loro vecchia casa, convinto che al loro interno ci siano le prove che cerca. Ricongiuntisi, Joe convince Ford a riportarlo nella vecchia abitazione in rovina. Il figlio acconsente e una volta arrivati scoprono che contrariamente a quello che ci si aspettava da una zona contaminata l'aria non presenta radiazioni letali. Recuperati i dischi i due vengono arrestati dalla polizia e condotti alle rovine della centrale controllate dalla M.O.N.A.R.C.H., nella quale è presente un enorme crisalide contenente il M.U.T.O. responsabile della tragedia. Proprio in quel momento la creatura si libera dalla crisalide rivelandosi un enorme bestia nera con zampe ricurve e alata e occhi lunghi di color rosso e aspetto da insetto , che distrugge la base e vola via. La creatura è dotata della capacità di emettere onde elettromagnetiche EMP in grado di spegnere e danneggiare gravemente o irrimediabilmente ogni dispositivo elettronico e digitale nel suo raggio d'azione. Nella devastazione Joe rimane ferito mortalmente e prima di morire si raccomanda a Ford di tornare dalla sua famiglia e proteggerla dai mostri.
L'esercito americano subentra nella gestione della crisi e Ford viene rimpatriato alle Hawaii affinché possa prendere un volo commerciale per casa sua a San Francisco. Intanto Godzilla ha cominciato a muoversi in direzione dei richiami del M.U.T.O. (che si rivela essere un maschio). Il dottor Serizawa, osservando i dati nei dischetti di Joe, scopre che le strane vibrazioni emesse dalla creatura il giorno della tragedia non erano un richiamo per Godzilla (cioè quello che avevano ipotizzato gli scienziati) ma un richiamo amoroso per l'accoppiamento. Gli scienziati arrivano a conclusione che Godzilla ha cominciato a muoversi perché era rimasto in ascolto. Il problema sorge quando il mostro volante si dirige anch'esso alle Hawaii attirato da un sottomarino nucleare russo. A questo punto i due mostri si palesano e devastano la zona di Honolulu facendo venire a galla la loro esistenza agli occhi di tutto il mondo. Anche in questa situazione Ford sopravvive per miracolo e decide di unirsi di nuovo all'esercito per poter tornare prima a casa. Contemporaneamente anche l'altra crisalide contenente una femmina di M.U.T.O. e creduta morta si risveglia e devasta Las Vegas (questo perché conservata nel deposito di scorie nucleari della Yucca Mountain, nel Nevada). Anche questa creatura è nera, possiede caratteristiche da insetto come occhi rossi lunghi, zampe ricurve e il potere del campo emp ma presenta delle differenze sessuali infatti è molto più grande del maschio, è sprovvista di ali e con una sacca ventrale ricolma di uova pronte per essere fecondate e a dare il via ad una apocalisse sul pianeta.
I due mostri si dirigono su San Francisco per riprodursi e nidificare, mettendo in pericolo milioni di vite comprese la famiglia di Ford. Il presidente autorizza l'uso di armi nucleari e i militari sotto il comando dell'ammiraglio William Stenz a bordo della USS Saratoga decidono di attirare i tre kaijū con un missile nucleare attivato da un innesco analogico, e ucciderli con esso, grazie alla potentissima onda d'urto che il missile avrebbe generato. Il dottor Serizawa non è convinto del piano, anche perché suo padre era stato vittima delle armi nucleari americane e spiega ai militari che l'unico modo efficace per fermare i M.U.T.O. è farli combattere contro Godzilla, definendolo un potere inviato dalla natura quando essa sente un forte squilibrio imminente e manda lui per ristabilirlo.
Il piano dei militari fallisce quando la femmina distrugge il convoglio e divora la bomba per assorbire le sue radiazioni mentre il maschio recupera quella usata come esca contro di loro portandola dalla sua compagna per usarla come nutrimento dei suoi piccoli. Poco dopo arriva sulla scena il leggendario Godzilla, pronto a combattere i due invasori per difendere la Terra (che equivale al suo territorio). Lo scontro ha inizio ed inizialmente è Godzilla a trionfare, sottomettendo la femmina: il sopraggiungere del maschio in difesa della compagna ribalta però l'esito della battaglia.
Approfittando dello scontro tra Godzilla e i due M.U.T.O., Ford e un contingente scelto si paracadutano in città per recuperare la bomba e disinnescarla, ma il dispositivo di innesco si è bloccato e non si può evitare l'esplosione. Decide allora di portarla in spalla fino al porto e allontanarla dalla città con una nave civile per farla esplodere al sicuro in mezzo all'acqua. Mentre dei soldati trasportano la bomba verso la costa, Ford resta indietro e fa esplodere il nido con le uova fecondate grazie ad una autobotte piena di benzina sotto le macerie del nido, attirando l'attenzione della femmina che si dirige quindi sul punto dell'esplosione, scoprendo di conseguenza la strage della nidiata. Questo evento salva Godzilla, il quale era in netto svantaggio, permettendogli di combattere alla pari il maschio. Poco dopo però la femmina trova Ford al fianco del nido e, resasi conto di trovarsi davanti il responsabile della morte dei piccoli, si prepara ad annientarlo, ma Godzilla salva il soldato sparando dalle sue fauci un raggio atomico che respinge la femmina, che si mette poi all'inseguimento della bomba; intanto lo scontro tra il maschio e Godzilla prosegue, alla fine del quale Godzilla mette fuori gioco il maschio, impalandolo astutamente con la coda contro le travi di un grattacielo. L'edificio però gli crolla addosso, seppellendolo sotto le macerie. Nel frattempo la femmina raggiunge la nave e uccide i soldati prima che essi riescano a partire. A questo punto Ford sfrutta un momento di distrazione della creatura impegnata ad attaccare un'altra squadra di militari e sale a bordo della nave, ma appena parte giunge la femmina che, furibonda, si appresta ad ucciderlo per vendicare la sua prole. Ford però si salva perché giunge Godzilla che abbatte la femmina con il raggio atomico, prendendole la testa, sparandoglielo direttamente in bocca e decapitandola, per poi accasciarsi a terra tra le rovine, esausto per lo scontro e apparentemente morto.
Ford viene tratto in salvo da un elicottero militare poco prima dell'esplosione ed il giorno dopo riabbraccia la famiglia in un rifugio per i superstiti nello stadio cittadino. Mentre i soccorsi cercano i superstiti tra le macerie, Godzilla si rialza e barcollando raggiunge il porto dove sotto lo sguardo attonito del mondo intero emette un possente ruggito di vittoria, venendo ribattezzato dai media col titolo di "Re dei Mostri" per aver abbattuto i M.U.T.O. e salvato la Terra. Nel finale si butta in mare e scompare tra i flutti, ritornando a riposare nelle profondità dell'Oceano Pacifico.

## Produzione

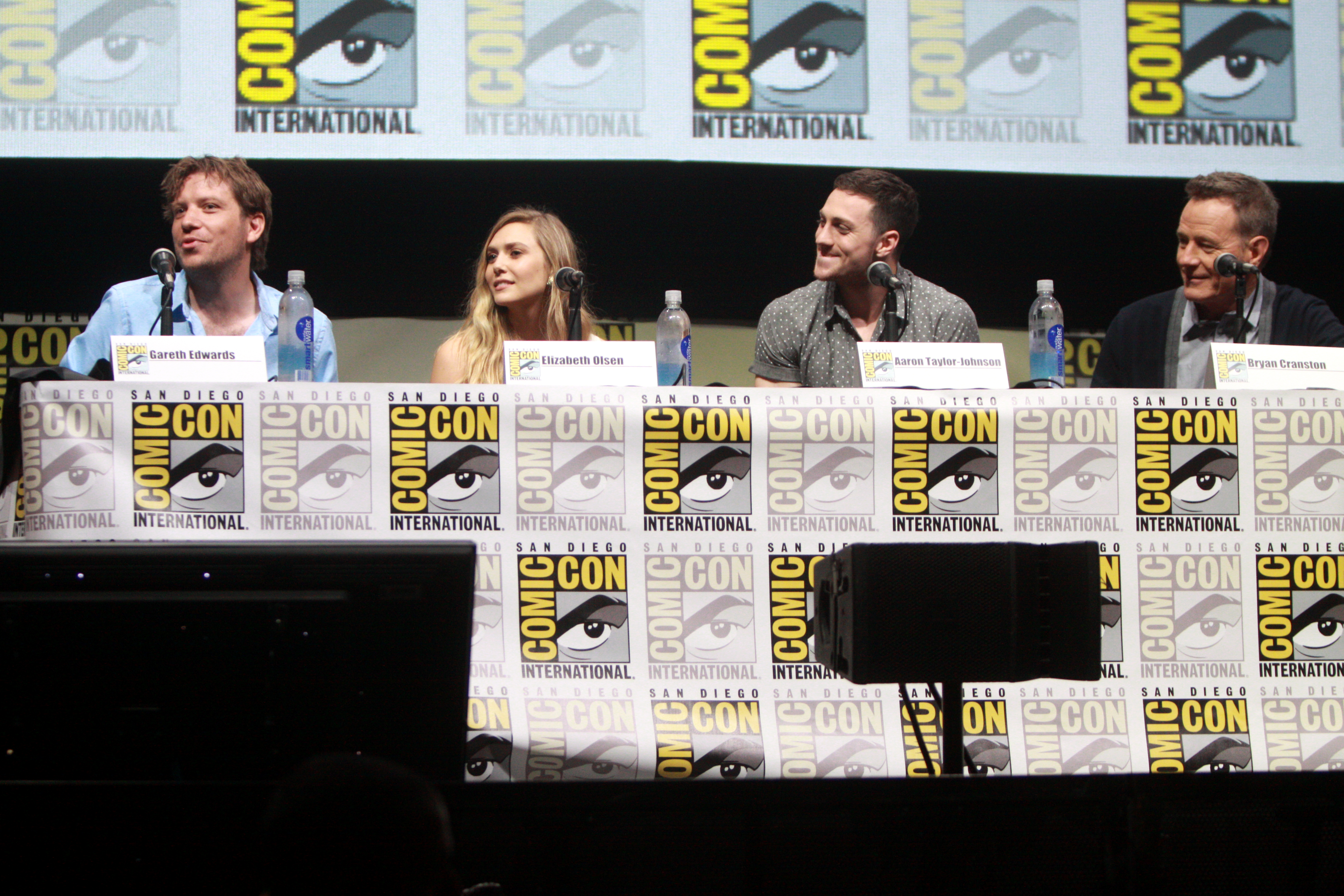
Il cast del film al San Diego Comic-Con 2013, da sinistra: Gareth Edwards, Elizabeth Olsen, Aaron Taylor-Johnson e Bryan Cranston

Il progetto fu inizialmente nominato col fuorviante titolo di lavorazione Nautilus, per non cadere sotto l'attenzione del mondo cinematografico.

### Budget
Il budget del film è stato di circa 160 milioni di dollari, finanziato per il 75% dalla Legendary Pictures ed il restante 25% dalla Warner Bros..

### Riprese
Le riprese del film sono iniziate il 18 marzo e sono terminate nel giugno 2013 e si sono svolte tra il Canada (a Vancouver, Nanaimo, New Westminster, Victoria e Richmond) e lo stato statunitense delle Hawaii, ad Honolulu.

### Cast
Nel ruolo del protagonista troviamo Aaron Taylor-Johnson, scelto tra una cerchia di attori che includeva Joseph Gordon-Levitt, Henry Cavill, Scoot McNairy e Caleb Landry Jones. Per il ruolo del padre è stato scelto l'attore Bryan Cranston, divenuto famoso per il personaggio di Walter White nella serie TV Breaking Bad.

### Effetti speciali

#### Godzilla
A differenza del remake del 1998, dove Godzilla era una semplice iguana mutata, il Godzilla del 2014 recupera fedelmente l'aspetto del sauro radioattivo così come fu concepito dalla Toho, seppur con delle modifiche: si tratta, come nell'originale, di un Godzillasauro, ma a differenza del film di Ishirō Honda, qui Godzilla sembra non essere mai stato soggetto a vere e proprie contaminazioni o mutazioni, in quanto già conosciuto dalle antiche civiltà orientali (si fa solo una vaga menzione ad un'evoluzione della sua specie dovuta alle radiazioni diffuse sulla Terra di quell'epoca): è alto più di 100 metri (ufficialmente 108,9 metri ma, dal confronto con il Golden Gate e i grattacieli di San Francisco, risulta 150 metri) e lungo all'incirca 250 metri, pesante circa 70 000 tonnellate. Ha una corporatura robusta ricoperta di scaglie adamantine ed il corpo ricoperto da cicatrici cheloidee (come il Godzilla del 1954) effetto tipico della vicinanza alle radiazioni nucleari. Il muso, seppur più squadrato, risulta identico all'originale e le scaglie dorsali sono più semplici ma non meno vistose. Come la sua controparte nipponica, anch'egli emette il celebre raggio atomico (qui più simile ad una fiammata azzurra che ad un raggio al plasma, probabilmente a causa della sua debolezza al momento dell'uso) e le sue scaglie dorsali si illuminano come nell'originale. Come nei film dell'era Showa, Godzilla, pur essendo una minaccia per l'umanità, alla fine se ne rivela un vitale alleato, sfidando e battendo i due M.U.T.O., rendendolo quindi un eroe del film.

#### M.U.T.O.
I M.U.T.O. sono due Kaiju, creati apposta per il film come antagonisti principali: si tratta di antiche creature preistoriche che si nutrono di radiazioni: la loro corporatura li accomuna ad altri Kaiju della Toho come Kamacuras e Rodan: il primo ad apparire è un maschio, dotato di un muso affusolato, con occhi bioluminescenti ed ampie ali scure; la femmina è invece più grossa, senza ali e con un'enorme sacca ovipara sul ventre.

## Promozione
Il progetto viene pubblicizzato a sorpresa, con un anno di anticipo dall'inizio delle riprese, al San Diego Comic-Con International del 2012, dove vengono diffusi un poster ed un teaser pubblicitario, che non conteneva alcuna sequenza del film, le cui riprese sono iniziate solo l'anno successivo.
Il primo teaser trailer viene diffuso online il 4 ottobre 2013, mentre il trailer esteso il 10 dicembre seguente seguito dalla versione italiana. Il 25 febbraio è uscito il secondo trailer ufficiale.

## Distribuzione
La pellicola è stata distribuita nelle sale cinematografiche statunitensi a partire dal 16 maggio 2014 e in quelle italiane dal 15 maggio. La distribuzione internazionale del film è stata acquisita dalla Warner Bros., escluso il Giappone, dove è stata gestita dalla Toho Company.

## Accoglienza

### Incassi
Il film ha incassato 200675069 $ in Nordamerica e 324300000 $ nel resto del mondo, per un incasso globale di 529076069 $.

### Critica
Il film ha ottenuto recensioni prevalentemente positive dai critici cinematografici.
Sull'aggregatore Rotten Tomatoes il film riceve il 76% delle recensioni professionali positive, con un voto medio di 6,7 su 10 basato su 330 critiche e il consenso: "Con appena sufficiente dramma umano per ancorare lo spettacolo travolgente di mostri giganti che distruggono tutto in vista, Godzilla di Gareth Edwards ripristina in modo soddisfacente la gloria del franchise." Su Metacritic il film ottiene un punteggio di 62 su 100 basato su 48 recensioni.

## Riconoscimenti
- 2014 – Golden Trailer Award
  - Miglior trailer blockbuster dell'estate
  - Miglior TV trailer blockbuster dell'estate
  - Miglior poster internazionale
  - Miglior poster blockbuster dell'estate
  - Candidatura per il miglior spot TV d'azione
- 2014 – Teen Choice Award
  - Candidatura per il miglior film
  - Candidatura per la miglior star emergente a Elizabeth Olsen
  - Candidatura per il miglior attacco con sibilio a Godzilla
- 2014 – World Soundtrack Award
  - Candidatura per il compositore dell'anno ad Alexandre Desplat
- 2015 – Young Artist Award[18]
  - Candidatura per la miglior performance in un film - Giovane attore non protagonista a Carson Bolde
- 2015 – Saturn Award[19]
  - Candidatura per il miglior film di fantascienza
  - Candidatura per la miglior colonna sonora a Alexandre Desplat

## Sequel
Il 26 luglio 2014, la Legendary Pictures, nel suo panel al San Diego Comic-Con International, ha annunciato un sequel della pellicola che oltre a Godzilla, avrebbe incluso i personaggi storici di King Ghidorah, Mothra e Rodan. Nell'ottobre 2015, Warner Bros. e Legendary Pictures annunciarono inoltre l'intenzione di creare un franchise e universo condiviso tra la serie di Godzilla e King Kong. Nel gennaio 2017, Thomas Tull, fondatore della Legendary, si dimise dalla società ma rimase come produttore del franchise, che prese il nome di "MonsterVerse".
Nel dicembre 2016 venne annunciato il titolo del primo sequel, Godzilla II - King of the Monsters (Godzilla: King of the Monsters). La pellicola, diretta da Michael Dougherty e con la sceneggiatura scritta da Max Borenstein, Zach Shields e lo stesso Dougherty, è stata distribuita nelle sale statunitensi dal 31 maggio 2019 e in quelle italiane dal 30 maggio. Gareth Edwards, inizialmente riconfermato come regista, annunciò di aver lasciato tale incarico per dedicarsi ad altri progetti.
Il franchise del MonsterVerse è proseguito con la pellicola Kong: Skull Island (2017) e altri due sequel: Godzilla vs. Kong (2021), nel quale è avvenuto il confronto tra le due creature protagoniste della saga, e Godzilla e Kong - Il nuovo impero (2024). Oltre ai lungometraggi, il franchise include altri media correlati, come la serie televisiva Monarch: Legacy of Monsters distribuita nel 2023.

## Reboot
Il successo del film portò la Toho, casa cinematografica giapponese creatrice di Godzilla, a produrre nel 2016 un altro reboot della serie, Shin Godzilla, diretto da Hideaki Anno e Shinji Higuchi.